# Guido Zurli
Guido Zurli, també conegut amb el pseudònim d'Albert Moore (Foiano della Chiana, 9 de gener de 1929 – Roma, 23 d'octubre de 2009), fou un director i guionista italià.

## Biografia
Guido Zurli va néixer a Foiano della Chiana el 9 de gener de 1929. Va treballar com a ajudant de direcció a finals dels anys 50 i principis dels 60. Va col·laborar a I due marescialli (1961), pel·lícula dirigida per Sergio Corbucci.
Va fer la seva primera pel·lícula l'any 1962, una pel·lícula inicialment confiada a Sergio Leone, Le verdi bandiere di Allah. Més tard, utilitzant pseudònim (Albert Moore, G.Z. Reds, Jean Loret, Frank Sanders), va realitzar nombroses pel·lícules de gèneres com el western, d'espionatge, d'aventures i de terror, tot plegat caracteritzat per una vena d'humor subtil. El 1971, se li va demanar que anés a Turquia per fer una pel·lícula detectivesca; l'operació va resultar comercialment viable i Zurli hi va rodar altres produccions turques.
A la segona meitat dels anys setanta a Itàlia, la indústria del cinema va entrar en crisi i només se'ls oferia pel·lícules sexy o pornogràfiques. De tornada a Turquia va rodar Bersaglio altezza uomo el 1979. A l'escena del cinema italià, apareix com a guionista (amb el pseudònim de Guider Zurlen) a la pel·lícula de Raniero Di Giovanbattista Valentina, ragazza in calore (1981), que representa el debut en la pornografia de Moana Pozzi. Només participa en les primeres escenes abans de deixar el projecte.
A la dècada de 1980, va treballar com a director de televisió per a la Rai. A principis dels 90, va tornar a la direcció per rodar pel·lícules de boxa i kick-boxing als Estats Units i Iugoslàvia.
Va morir a Roma l'octubre de 2009 a l'edat de 80 anys.

## Filmografia

### Director
- Le verdi bandiere di Allah, amb Giacomo Gentilomo (1963)
- È mezzanotte... butta giù il cadavere (1966)
- Thompson 1880 (1966)
- Silenzio: si uccide (1966)
- O tutto o niente (1968)
- Sigpress contro Scotland Yard (1968)
- El Zorro (La Volpe) (1968)
- Lo strangolatore di Vienna (1970)
- Yumurcak Küçük Şahit (1971)
- La vergine di Bali (1972)
- Cow-Boy Kid (1973)
- Küçük kovboy (1973)
- La ragazza parigina (1975)
- La missione del mandrillo (1975)
- Gola profonda nera (1976)
- Polizia selvaggia (1977)
- Reporter's Story (1977) - serie TV
- Africa erotica (1978)
- Bersaglio altezza uomo (1979)
- Il terno a letto (1980)
- Lo scoiattolo (1981)
- Rođen kao ratnik (1994)

### Guió
- 100.000 dollari per Ringo, dirigida Alberto De Martino (1965)

### Escenografia
- Il pirata dello sparviero nero, de Sergio Grieco (1958)
- L'ultimo dei Vikinghi, de Giacomo Gentilomo (1961)